# 천하통일 파이어비드맨
《천하통일 파이어비드맨》(원제:B-레젠드! 배틀 비다맨 파이어 스피릿츠(B-伝説! バトルビーダマン 炎魂))은 구슬대전 배틀비드맨의 후속작이며 TV 도쿄에서 매주 월요일 오후 6시, 한국방송공사에서 매주 수요일 오후 6시 10분에 방영했다. 한국의 손오공주식회사와 일본의 타카라(지금의 타카라토미)가 공동으로 만든 작품이다.
일본 소학관의 만화를 애니메이션으로 제작되었다. 한국은 한국방송공사가 방영하며 일본은 TV 도쿄에서 방영한다.
비드맨은 만화에 나오는 구슬완구무기를 개발하여 손오공주식회사와 타카라에서 제조.판매했다. 애니메이션의 별명은 비드파이어다.

## 제작개요
- TV 도쿄 2005.1.10 ~ 12.26, 6:00 ~ 6:30 방송
- KBS 2TV 수요일 저녁 6:10 ~ 6:40 방송
- 현재 브라보키즈(구.키즈원TV) 방
- 형식 - 2D 애니메이션 30분 51부작
- 공동제작 - 한국 : KBS, 손오공, d-rights

일본 : 犬木栄治／小学館(소학관)・タカラ(타카라)・ディーライツ(d-rights)・テレビ東京(TV도쿄)

## 제작진
- 원작:이누키 에이지
- 기획:니시무라 히로야, 이은미
- 감독:하시모토 미츠오
- 애니메이션 감독:안진모
- 시나리오구성:하세가와 가츠미, 오정은
- 캐릭터 디자인:나가모리 요시히로, 권윤희
- 메카닉 디자인:기무라 고
- 미술감독:사카모토 노부토, 이강욱
- 촬영감독:노봉룡
- 편집:오노데라 케이코, 김경태
- 음악:아라키 마키히코
- 음향감독:다카하시 히데오
- 음향제작:산온쿄, 아이다 마사카츠
- 음향협력:TV도쿄뮤직
- 협력프로듀서:모토하시 쥬이치, 장원봉
- 프로듀서:아오키 쥰지(TV도쿄), 이케다 신이치, 아오키 마미코
- 애니메이션프로듀서:다나카 아츠시, 김동형

애니메이션 제작
- 콘티:민경조, 홍인표
- 색지정:나정아, 이진영
- 레이아웃·원화:이진형, 윤영태, 김이성, 이재환, 김영국, 이동훈, 정규탁, 조영경, 김창귀, 김정훈, 최순열, 국혜선, 류동균, 송옥분, 조정화, 김상국, 이응록, 지동재, 김성범, 이종중, 이재호, 박애리, 설인수, 김혜정, 송현미, 김명근, 조혜정
- 동화:이현정, 유경선, 황은정, 제미나, 박신애, 이소라, 김미경, 김혜은, 홍성자, 배미정, 고위일, 이정순, 정은영, 강민영, 조혜진, 류정임, 박희경, 하인희, 신지은, 고은정, 최윤영, 임영식, 최인섭, 박환수, 김은수, 이미경, 박은아, 박숙화, 정희진, 김지혜, 민경애, 박지영, 지혁진
- 서브캐릭터디자인:김상국
- 디지털채색:이진영, 김은희, 최수경, 백미경, 신새려, 손윤정, 장진희, 김연진, 박은영, 박미숙, 이화영, 김은이, 고윤혜, 심희습,
- 배경:류환석, 김대환, 이윤미, 노희성, 홍석훈, 이지은, 김형수, 권호경, 이재열, 윤상근, 김해영, 김용숙
- 촬영:함선기, 노봉룡, 장동희, 조훈, 김경태, 김해진, 박미희
- 편집:김경태, 장동희, 함선기, 안재영
- CG:박미희
- 제작진행:김선태
- 대사녹음:지지사운드 김희집
- 음향효과:이향희/최아란

일본 OP/ED
B-레젠드 배틀 비다맨
- OP : B-FIRE 작사:CHIAKI(ex Jelly), 후키가미 다카시, 작곡:CHIAKI(ex Jelly), 편곡:후키가미 다카시,이와이 아사히코, 노래:NAOZUMI-MASUKO
- ED : FOREVER 작사·작곡:후키가미 다카시, 편곡:후키가미 다카시,이와이 아사히코, 노래:나츠미

B-레젠드 배틀 비다맨 파이어 스피릿츠
- OP : 파이어 스피릿츠 작사:비다즈, 작곡·편곡:아라키 마키히코, 노래:MAKiZO
- ED : Teen's Hi 작사:아키요시후미에, 작곡:히다 카즈아키, 노래:록카훌라 구스

한국 OP/ED
- 주제가 작사:김연정
- 주제가 작곡:강승범
- 노래:임지숙, 이영미, 정재윤

스튜디오 코너 제작
- 카메라:지재우
- 조명:조시현, 박상준
- 미술:김은주, 강한준
- 의상·분장:최희정
- 편집:서울 애니메이션 센터 전대현, 함종민
- 녹음:서울 애니메이션 센터 박동주

제작편집
- 편집감독:김준석
- 제작편집:김영흥, 홍종만
- CG:신정원
- 프로듀서:민영문, 최성일, 이은미, 김동형, 김경은

## 제작회사
- 애니메이션제작협력:시너지저팬, 희원 엔터테인먼트, (주)손오공
- 애니메이션제작:닛폰애니미디어
- 일본제작:TV 도쿄, 요미우리 광고사, d-rights
- 한국제작:KBS, (주)손오공, d-rights

## 캐릭터

### 주역
- 강토
- 그레이
- 산초
- 스카이
- 윤파 형제(웬&리)
- 염주
- 클라우드
- 칸노스
- 키브

### 조연
- 미애(강토 엄마)
- 알마다
- 리에나
- 네로
- 페어즈
- 키라
- 비드선인
- 아미고스캐츠

### B-데우스(악역)
- 데빌루스
- 하리
- 아큘라스(만화판의 최종보스)
- 니키
- 에쿠스
- 페레스
- 아스테카 가면
- 로즈 시스터즈
- 타란튤라
- 게르데빌(최종보스)

## 사용 비드맨
- 강토 : 코발트 세이버 파이어(コバルトセイバーファイヤー) → 코발트 블라스터(コバルトブラスター) (파워 타입) (스트라이크 샷: 드라이브 탄(ドライブ弾), 스텔스 드라이브 탄(ステルスドライブ弾), 레전드 드라이브 탄(レジェンドドライブ弾))
- 그레이 : 크롬 레반 사이클론(クロムレヴァンサイクロン) → 크롬 해리어(クロムハリアー) (연사 타입) (스트라이크 샷: 스피드 탄(スピード弾))
- 스카이 : 윙 스워드(翼刃丸) → 윙 썬더 스워드(翼刃雷撃丸) (밸런스 타입) (스트라이크 샷: 분신 탄(分身弾))
- 산초 : 헬리오 브레이커(ヘリオブレイカー) (파워 타입)
- 윤파 형제(웬&리) : 슈퍼 드래곤킹(超龍王) → 뉴 슈퍼 드래곤킹(超星龍) (컨트롤X연사 타입) (스트라이크 샷: 메탈 스파이크 탄(メタルスパイク弾))
- 염주 : 블레이징 카이저(ブレイジングカイザー) → 배리어블 카이저(ヴァリアブルカイザー) (파워 타입) (스트라이크 샷: 블랙 드라이브 탄(ブラックドライブ弾))
- 클라우드 : 피닉스 2(鳳凰不動丸) (파워 타입)
- 리에나 : 가넷 윈드(ガーネットウインド) (컨트롤 타입) (스트라이크 샷: 바운드 탄(バウンド弾) (완구 미출시)) (완구 미출시)
- 하리 : 길 스콜피온(ギルスコーピオン) (연사 타입) (스트라이크 샷: 랜덤 탄(ランダム弾))
- 칸노스 : 브레이크 오가(ブレイクオーガ) (파워 타입) (스트라이크 샷: 메탈 탄(メタル弾))
- 아큘라스 : 리볼버 하데스(リボルバーハデス) → 개틀링 하데스(ガトリングハデス) (퍼펙트 타입) (스트라이크 샷: 스텔스 탄(ステルス弾) → 다크 스텔스 탄(ダークステルス弾))
- 키브 : 고 타이거(剛大牙) (파워X연사 타입) (스트라이크 샷: 스파이크 탄(スパイク弾))
- 니키 : 임팩트 샤크(インパクトシャーク) (파워X컨트롤 타입) (스트라이크 샷: 임팩트 탄(インパクト弾))
- 에쿠스 : 골든 썬더(ゴールデンサンダー) (완구 미출시)
- 페레스 : 플라티나 윈드(プラチナウィンド) (완구 미출시)
- 게르데빌 : 디스트로이 드래곤(デストロイドラゴン) (스트라이크 샷: 얼티밋 가디엄 탄(アルティメットガディウム弾) (완구 미출시))

## 방송 회차
| 회차 | 부제                                              | 등장 비드맨                      | 일본 방송일      | 한국 방송일      |
| ---- | ------------------------------------------------- | -------------------------------- | ---------------- | ---------------- |
| 1화  | 스트라이트 샷을 찾아라! (星に願いを)              | 코발트 세이버 파이어 길 스콜피온 | 2005년 1월 10일  | 2005년 7월 27일  |
| 2화  | 격돌! (激突!)                                     |                                  | 2005년 1월 17일  | 2005년 8월 3일   |
| 3화  | 위대한 용사 (大いなる勇者)                        | 크롬 레반 싸이클론               | 2005년 1월 24일  | 2005년 8월 10일  |
| 4화  | 빼앗긴 황금구슬 (ゴールドラッシュ)                | 피닉스 2                         | 2005년 1월 31일  | 2005년 8월 17일  |
| 5화  | 미지와의 만남 (未知との遭遇)                      |                                  | 2005년 2월 7일   | 2005년 8월 24일  |
| 6화  | 메탈탄을 노려라! (バトルランナー)                 |                                  | 2005년 2월 14일  | 2005년 8월 31일  |
| 7화  | 황야의 보디가드 (荒野の用心棒)                    | 브레이크 오가                    | 2005년 2월 21일  | 2005년 9월 7일   |
| 8화  | 불꽃처럼 타올라라! (突然炎のごとく)               |                                  | 2005년 2월 28일  | 2005년 9월 14일  |
| 9화  | 용서받지 못할 자 (許されざる者)                   |                                  | 2005년 3월 7일   | 2005년 9월 21일  |
| 10화 | 재회 (再会の街)                                   |                                  | 2005년 3월 14일  | 2005년 9월 28일  |
| 11화 | 안녕! 친구 (さらば友よ)                           | 리볼버 하데스                    | 2005년 3월 21일  | 2005년 10월 12일 |
| 12화 | 기회는 세번 (三つ数えろ)                          |                                  | 2005년 3월 28일  | 2005년 10월 19일 |
| 13화 | 눈속의 방황 (ホワイトアウト)                      |                                  | 2005년 4월 4일   | 2005년 10월 26일 |
| 14화 | 눈물의 비드파이어 (男たちの挽歌)                  |                                  | 2005년 4월 11일  | 2005년 11월 2일  |
| 15화 | 리볼버 하데스의 위력 (ファイナル・カウントダウン) |                                  | 2005년 4월 18일  | 2005년 11월 9일  |
| 16화 | 선택 (ドラゴンへの道)                             | 고 타이거                        | 2005년 4월 25일  | 2005년 11월 16일 |
| 17화 | 전사들의 축제 (青春カーニバル)                    |                                  | 2005년 5월 2일   | 2005년 11월 23일 |
| 18화 | 승리자들 (勝利者たち)                             |                                  | 2005년 5월 9일   | 2005년 11월 30일 |
| 19화 | 강토의 위기 (ハード・ターゲット)                  |                                  | 2005년 5월 16일  | 2005년 12월 7일  |
| 20화 | 날아라 비드! (ホットショット)                     | 임팩트 샤크                      | 2005년 5월 23일  | 2005년 12월 14일 |
| 21화 | 마음속의 적 (スワロウテイル)                      |                                  | 2005년 5월 30일  | 2005년 12월 21일 |
| 22화 | 배틀 피라미드 (ラビリンス)                        |                                  | 2005년 6월 6일   | 2005년 12월 28일 |
| 23화 | 배틀 로열 (英雄の条件)                            |                                  | 2005년 6월 13일  | 2006년 1월 4일   |
| 24화 | 분노의 황야 (怒りの荒野)                          | 윙 썬더 스워드                   | 2005년 6월 20일  | 2006년 1월 11일  |
| 25화 | 대결! (対決)                                      |                                  | 2005년 6월 27일  | 2006년 1월 18일  |
| 26화 | 상처뿐인 영광 (傷だらけの栄光)                    |                                  | 2005년 7월 4일   | 2006년 1월 25일  |
| 27화 | 한낮의 결투 (真昼の決闘)                          |                                  | 2005년 7월 11일  | 2006년 2월 1일   |
| 28화 | 대반전 (大逆転)                                   |                                  | 2005년 7월 18일  | 2006년 2월 8일   |
| 29화 | 비드월드를 사수하라! (逃亡者)                     | 코발트 블라스터 크롬 해리어      | 2005년 7월 25일  | 2006년 2월 15일  |
| 30화 | 우정의 날개 (友情の翼)                            |                                  | 2005년 8월 1일   | 2006년 2월 22일  |
| 31화 | 거미전사 (スパイダー)                             |                                  | 2005년 8월 8일   | 2006년 3월 8일   |
| 32화 | 세상의 끝 (エンド・オブ・ザ・ワールド)            | 배리어블 카이저                  | 2005년 8월 15일  | 2006년 3월 15일  |
| 33화 | 보이지 않는 적 (閉ざされた森)                     |                                  | 2005년 8월 22일  | 2006년 3월 22일  |
| 34화 | 이상한 석기마을 (おかしなおかしな石器人)          |                                  | 2005년 8월 29일  | 2006년 4월 5일   |
| 35화 | 공포의 쌍둥이 (ツインズ)                          | 골든 썬더 플라티나 윈드          | 2005년 9월 5일   | 2006년 4월 12일  |
| 36화 | 배신자 하리 (裏切りのメロディ)                    |                                  | 2005년 9월 12일  | 2006년 4월 19일  |
| 37화 | 기적의 바다 (奇跡の海)                            | 뉴 슈퍼 드래곤킹                 | 2005년 9월 19일  | 2006년 4월 26일  |
| 38화 | 드래곤 위기일발! (ドラゴン危機一髪!)              |                                  | 2005년 9월 26일  | 2006년 5월 3일   |
| 39화 | 부활의 날 (復活の日)                              |                                  | 2005년 10월 3일  | 2006년 5월 17일  |
| 40화 | 우리에게 내일은 없다! (俺たちに明日はない)        |                                  | 2005년 10월 10일 | 2006년 5월 24일  |
| 41화 | 돌아온 아큘라스 (ハウリング)                      | 개틀링 하데스                    | 2005년 10월 17일 | 2006년 5월 31일  |
| 42화 | 세계 붕괴의 서곡 (世界崩壊の序曲)                 | 디스트로이 드래곤                | 2005년 10월 24일 | 2006년 6월 7일   |
| 43화 | 결전의 날 (インデペンデンス・デイ)                |                                  | 2005년 10월 31일 | 2006년 6월 14일  |
| 44화 | 죽어야 산다! (俺たちは天使じゃない)               |                                  | 2005년 11월 7일  | 2006년 6월 21일  |
| 45화 | 스카이에게 날개를 (翼をください)                  |                                  | 2005년 11월 14일 | 2006년 6월 28일  |
| 46화 | 아큘라스의 부활 (蘇る金狼)                        |                                  | 2005년 11월 21일 | 2006년 7월 5일   |
| 47화 | 브레인스톰을 막아라! (ブレインストーム)           |                                  | 2005년 11월 28일 | 2006년 7월 12일  |
| 48화 | 바람과 함께 사라져라! (風と共に去りぬ)            |                                  | 2005년 12월 5일  | 2006년 7월 19일  |
| 49화 | 내일은 있다! (明日があるさ)                       |                                  | 2005년 12월 12일 | 2006년 7월 26일  |
| 50화 | 천국과 지옥 (天国と地獄)                          |                                  | 2005년 12월 19일 | 2006년 8월 2일   |
| 51화 | 내일을 향해 쏴라! (明日に向かって撃て!)           |                                  | 2005년 12월 26일 | 2006년 8월 9일   |

## 목소리 출연
- 다이와 야마토(강토)/타카기 레이코(정미숙)
- 츠바쿠라 츠바메(스카이)/카네다 토모코(배정미)
- 그레이 마이클 빈센트/다이 유우키(김일)
- 불 보그나인(산초)/마미야 구루미(김혜미)
- 염주/키시오 다이스케(구자형)
- 다이와 미에(강토 엄마)/다카노 나오코(이연승)
- 간노스(칸노스)/오모토 마키코(김지혜)
- 하쟈(하리)/오오하타 신타로(성완경)
- 리에나 그레이스 빈센트/우에무라 다카코(오길경)
- 웬 윤파/시게마쓰 토모(이용순)
- 리 윤파/이토 미야코(김지혜)
- 아큘라스/호시 소이치로(정훈석)

## 완구 제품

### 본체
- 코발트세이버파이어
- 길스콜피온
- 크롬레반싸이클론
- 브레이크오가
- 리볼버하데스 배틀모드세트
- 고타이거
- 임팩트샤크

### 아머 & 부품
- DHB 어드밴스코어아머 화이트버전
- DHB 어드밴스코어아머 블루버전
- 변화구코어아머
- 파워트리거아머

### 플레이세트
- 스트라이크배틀5
- 스트라이크샷 배틀세트

### 스트라이크샷
- Vol.1 드라이브탄 & 랜덤탄
- Vol.2 스피드탄 & 메탈탄
- Vol.3 스텔스탄 & 스파이크탄
- Vol.4 임팩트탄 & 분신탄